# Moncef Ghachem
Pour l’article homonyme, voir Abdelaziz Ghachem.
 (septembre 2020).
Si vous disposez d'ouvrages ou d'articles de référence ou si vous connaissez des sites web de qualité traitant du thème abordé ici, merci de compléter l'article en donnant les références utiles à sa vérifiabilité et en les liant à la section « Notes et références ».
Moncef Ghachem (arabe : المنصف غشام), né le 29 juillet 1946 à Mahdia, est un poète tunisien contemporain d'expression française.

## Biographie

### Formation

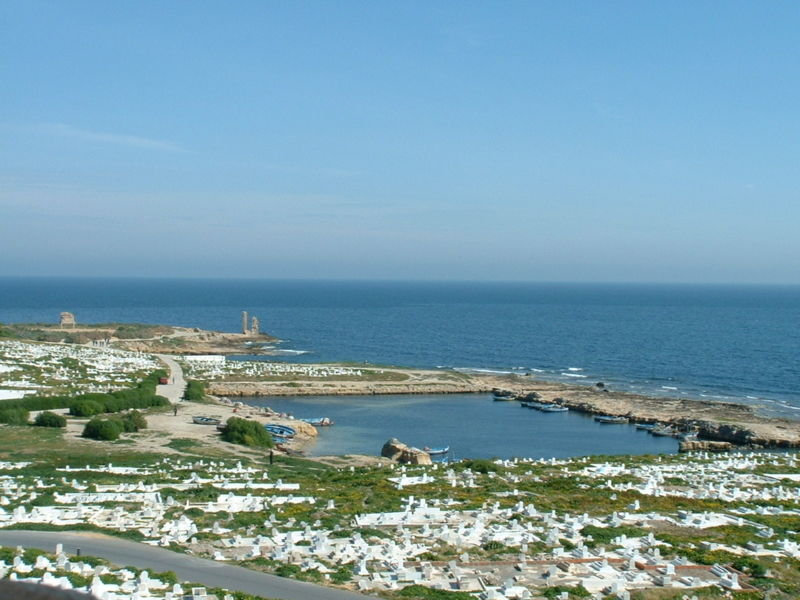
Cimetière marin de Mahdia.

Descendant d'une famille de pêcheurs depuis quatre générations, Moncef Ghachem est né dans une maison près du cimetière marin de Mahdia, situé au bord de la mer Méditerranée, et dont l'environnement marque son imaginaire[réf. nécessaire] :
« Je suis venu de la mer, de la soif, du cri. Je suis voué au cri comme les vents de la mer ». »
Après des études primaires à Mahdia et secondaires au Lycée de garçons de Sousse, il quitte à 19 ans sa ville natale pour étudier les lettres arabes et françaises à Tunis, à la faculté du boulevard du 9-Avril 1938 (1965-1970)[réf. nécessaire].
Il poursuit des études supérieures en littérature arabe, française et comparée à l'université Paris-Sorbonne (1976-1978)[réf. nécessaire].

### Journaliste
Ghachem publie de nombreux et divers articles dans la presse ou dans des revues d'art et d'essai en Tunisie aussi bien qu'en France ou en Italie. Il est notamment journaliste culturel à Afrique Asie, rédacteur pour Le Maghreb, éditorialiste à Réalités et journaliste pour Le Temps. Pour Méditerranée Magazine, il rédige des articles sur Madhia et Sidi Bou Saïd[réf. nécessaire].

### Poète
Ghachem publie Cent mille oiseaux en 1975 puis Car vivre est un pays en 1978. En 1981 déjà, le journal L'Action tunisienne le qualifie de « sommet de la poésie tunisienne de langue française » et, en 1984, la revue parisienne Poésie 1 lui réserve plusieurs pages de son numéro 115 consacré aux poètes tunisiens d'expression française[réf. nécessaire].
Son troisième recueil, intitulé Cap Africa, paraît en 1987. Sa poésie est aussi publiée dans de nombreuses revues poétiques dont Alif, dirigé par son ami Loránd Gáspár à Tunis, la revue Vagabondages, le Journal des poètes édité à Bruxelles, etc. Hôte de la Villa Médicis à Rome en 1991, il est fait cette même année citoyen d'honneur de la ville de Rocamadour où il se voit décerner le Prix international Mirabilia de poésie francophone[réf. nécessaire].
En 1997 paraît Orphie, recueil de poésies à l'éloge de la mer où Ghachem chante ses chers pêcheurs et marins, et toujours, la figure emblématique du père[réf. nécessaire].
Dans Santo et loup, nouvelle parue en janvier 2007, c'est la mémoire de Mahdia qui s'imprime au rythme des jeux espiègles des enfants tunisiens et siciliens[réf. nécessaire].
Moncef Ghachem est traduit notamment en italien, anglais, grec, allemand, arabe, etc. Il a lui-même traduit en arabe René Char, Loránd Gáspár ou Eugène Guillevic. Il participe à l'écriture de plusieurs livres collectifs et à nombre de rencontres ou festivals internationaux[réf. nécessaire].

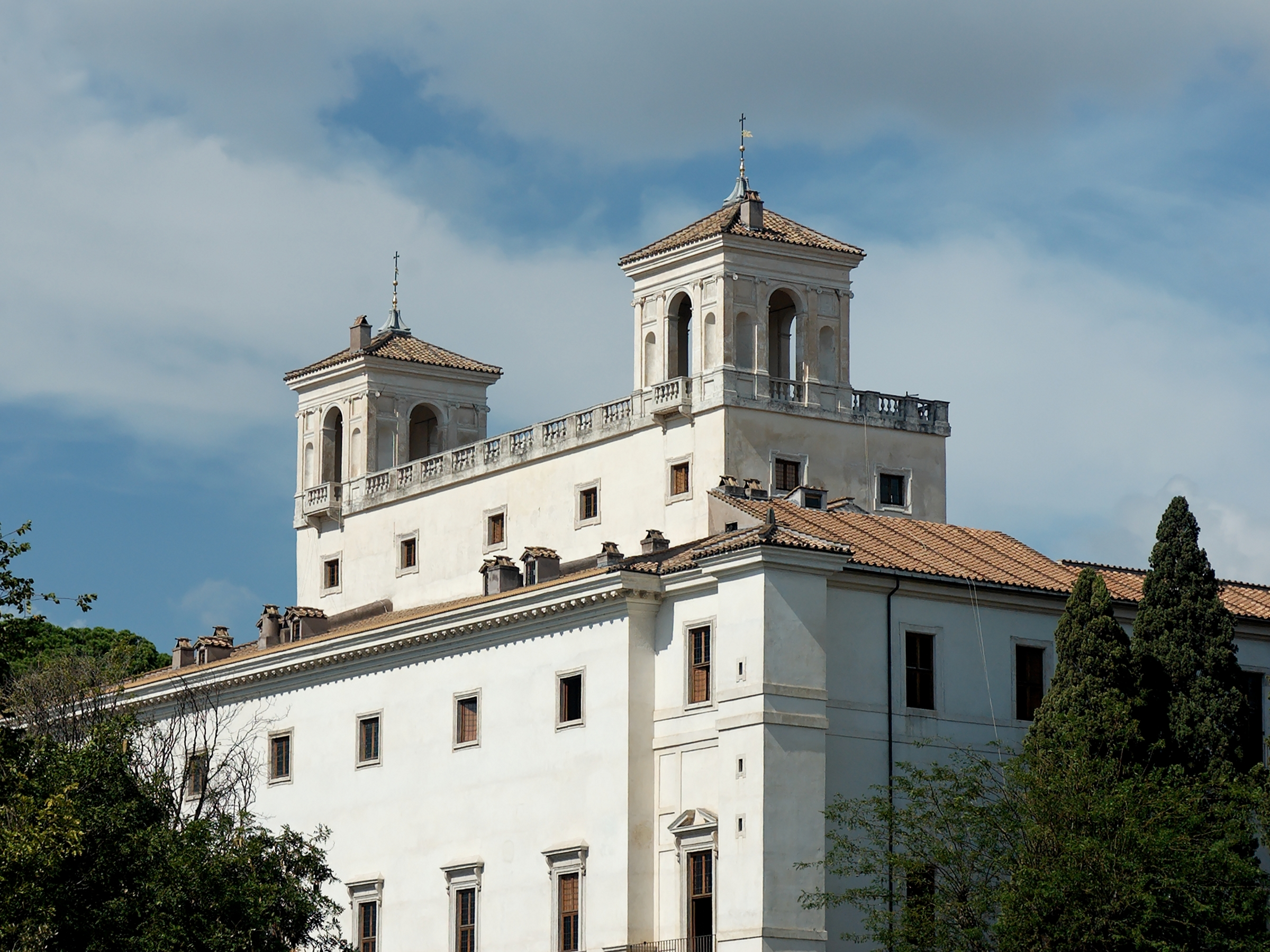
Villa Médicis où séjourne Ghachem en 1991.

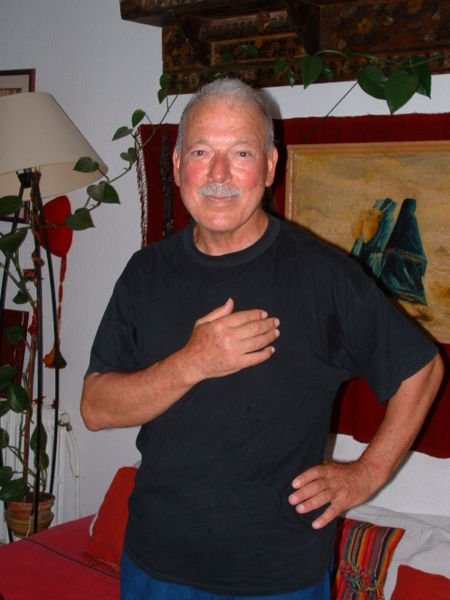
Portrait en 2006.

Pour Michèle Molto-Courren, « homme de cultures, Moncef Ghachem réalise dans ses textes une synthèse particulièrement réussie de la langue française et de la pensée maghrébine. Il est bien persuadé que le fait d'écrire en français ne le coupe pas de sa culture, de ses racines, mais au contraire ajoute à sa richesse d'expression ».
Lors de la rencontre « De tous les lieux du français » organisée à Hautvillers en 1975, à laquelle participent de nombreux poètes francophones dont Léopold Sédar Senghor, Ghachem affirme : « Je me gausse de l'angoisse sénile de ceux qui galvaudent la poésie maghrébine de langue française, prétextant déracinement et déculturation ». Il exprime ainsi l'idée de faire partie de l'univers des poètes qui écrivent en français, qu'ils soient du Maghreb, de l'Afrique subsaharienne ou des Antilles, tout en acceptant la cohabitation des cultures[réf. nécessaire].

## Prix littéraires
En 1994, il reçoit le Prix Albert-Camus, mention « découverte », pour son recueil de nouvelles L'Épervier, nouvelles de Mahdia.
En mars 2006, à Paris, il est lauréat de la mention spéciale du Prix international de poésie de langue française Léopold Sédar Senghor pour l'ensemble de son œuvre.

## Distinctions
Il est fait chevalier à l'Ordre des palmes académiques françaises en 1993 et chevalier par le Cordon culturel du président de la République tunisienne en 1994[réf. nécessaire].

## Publications

### Recueils de poèmes
- Gorges d'enclos, Tunis, Maison de la culture Ibn Rachid, 1970.
- Cent mille oiseaux, Paris, L'Auteur, 1975.
- Car vivre est un pays, Paris, Éditions Caractères, 1978, 133 p. (OCLC 461814538).
- Cap Africa, Paris, Éditions L'Harmattan, coll. « Écritures arabes », 1989, 175 p. (ISBN 978-2-7384-0185-4, OCLC 20287680).
- Orphie, Saint-Nazaire, Maison des écrivains étrangers et des traducteurs, 1997, 91 p. (ISBN 978-2-903945-50-3, OCLC 464021387).
- Nouba : poèmes, Tunis, L'Or du Temps, 1997, 80 p. (ISBN 978-9973-757-04-3, OCLC 38372209).
- Matin près de Loránd Gáspár, Tunis, L'Or du Temps, 1998, 68 p. (ISBN 978-9973-757-55-5, OCLC 45764660).
- Nouba  (trad. Salvatore Mugno), Mazara del Vallo, Istituto Euro Arabo di Studi Superiori, 2004.
- (it) Dalle sponde del mare bianco  (trad. Costanza Ferrini, Biagio Guerrera, Toni Maraini et Caterina Pastura), Messine, Mesogea, 2003 (ISBN 978-88-469-2032-4), avec CD audio du groupe Dounia.

### Romans et recueils de nouvelles
- L'Épervier : nouvelles de Mahdia, Paris, Société polygraphique Mang, 1994.
- Mugelières : pêcheurs de Mahdia et de Salakta, Rennes, Éditions Apogée, coll. « Piqué d'étoiles », 2010, 107 p. (ISBN 978-2-84398-370-2, OCLC 670409862).
- (it) Il salto del cefalo : storie di pesci, barche e marinai di Mahdia  (trad. Caterina Pastura), Messine, Mesogea, 2013, 137 p. (ISBN 978-88-469-2114-7).

### Livres collectifs
- Le Patrimoine culturel palestinien, Paris, Le Sycomore, 1980.
- Marseille-Marseilles, Marseille, Parenthèses, 1991.
- Pour Rushdie, Paris, La Découverte, 1993.
- Algérie-Algérie, Casablanca, Le Fennec, 1995.
- Méditerranée : ombrageuse voyance, Paris, Éditions L'Harmattan, 2003.
- « Santo et loup », dans Chroniques de Tunisie, Tunis, Institut français de coopération, 2007.

### Discographie
Le groupe Dounia crée et joue des musiques autour des textes de Moncef Ghachem pour un reading live avec ce dernier, intitulé Dalle sponde del mare bianco.
- Quelli che bruciano la frontiera avec Moncef Ghachem, Biagio Guerrera et le groupe Pocket Poetry Orchestra, Casale Monferrato, FolkClub EthnoSuoni, 2012.

Francesca Solleville a enregistré en 1977 le poème Âge, mis en musique par Christian Chevallier, sur son album 77.